# Магдалинівка (станція)
Магдали́нівка — колишня залізнична станція (до 2013 року) Лиманської дирекції Донецької залізниці на лінії Слов'янськ — Горлівка між станціями Микитівка (10 км) та Диліївка (6 км). Розташована в селищі Північне, неподалік від селища Дружба Бахмутського району Донецької області.

## Історія
Станція відкрита у 1904 році.
За даними сайту railwayz.info станція закрита з 1 вересня 2013 року.
У 2014 році, через російську військову агресію на сході Україні, залізничне сполучення тимчасово припинене.